# 한카이 전기 궤도 우에마치선
우에마치선(일본어: 上町線)은 일본 오사카부 오사카시 아베노구에 덴노지에키마에 정류장에서 오사카시 스미요시구의 스미요시 정류장까지 잇는 한카이 전기 궤도의 노선이다.

## 노선 정보
- 관할 : 아비코미치 운수구·스미요시 공원 운수구
- 노선 거리 (영업 거리) : 4.4 km
- 궤간 : 1435mm
- 정류장 수 : 10 (시·종점 포함)
- 복선화구간 : 전구간
- 전철화구간 : 전구간 (직류 600 V)
- 최고 속도 : 기타바타케 - 데즈카야마 4초메 구간 30 km/h (도로 측의 제한 때문에), 그외 구간 40 km/h
- 차량 기지 : 야마토가와 검차구(아비코미치 차고)

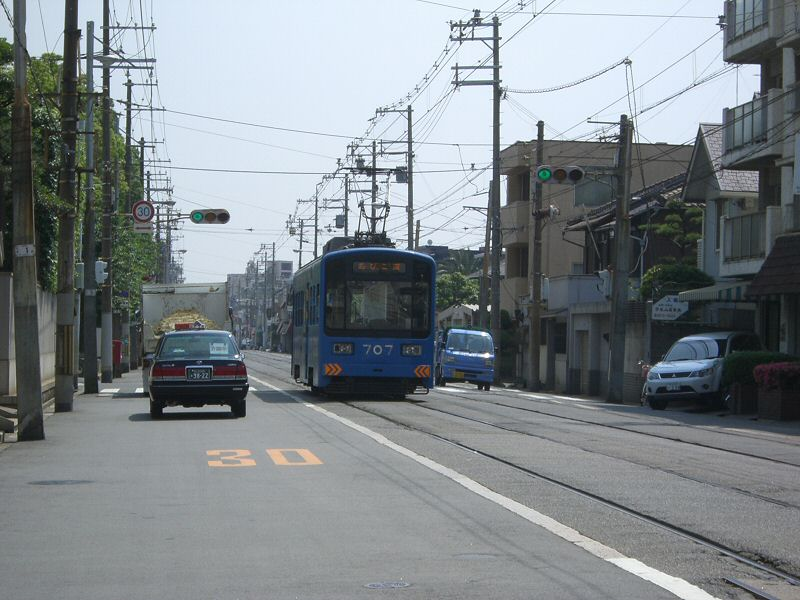
병용궤도 (기타바타케 정류장 부근)

## 운행 형태
2016년 1월 31일 다이아 개정이후, 주간에는 덴노지 역앞-한카이선 하마데라역간 계통과 덴노지 역앞-한카이선 아비코미치 간의 계통을 번갈아 각각 12분 간격으로 운행하고 있다(모두 스미요시에서부터 한카이선으로 직결된다. 덴노지 역-스미요시 간에는 두 계통에 아울러 6분 간격, 스미요시-아비코미치 간에는 한카이선 에비스초-아비코미치 계통과 함께 3분 또는 6분 간격).
2014년 3월 1일의 다이아 개정까지는 덴노지 역앞-스미요시 공원 간의 계통과, 덴노지 역앞-한카이선 하마데라 역앞 간 계통이 교대로 각각 주간에는 12분 간격(덴노지 역앞-스미요시 간에는 두 계통에 아울러 6분 간격)로 운행되고 있었다. 덴노지 역앞-스미요시 공원간의 계통은 이 계정으로 아침 7·8시대의 운행은, 2016년 1월 31일에 폐지되었다.
2009년 7월 4일의 다이아 개정까지는 덴노지 역앞-스미요시 공원 간의 계통과, 덴노지 역앞-한카이선 아비코미치 간의 계통이 교대로 각각 낮 12분 간격(덴노지 역앞-스미요시 간에는 두 계통에 아울러 6분 간격)로 운행되고 있었다. 또, 과거에는 이른 아침에 출고 및 우에마치선으로의 인입을 겸해, 아비코미치 발 요시유키 행을 운행했던 적이 있었다.
| 계통                        | 구간                                                | 참고 |
| --------------------------- | --------------------------------------------------- | --- |
| 덴노지 역앞 - 아비코미치    | 덴노지 역앞 - 스미요시 - 아비코미치                 | 스미요시 - 아비코미치 간은 한카이선. 종일 운행.                                                                                       |
| 덴노지 역앞 - 하마데라 역앞 | 덴노지 역앞 - 스미요시 - 아비코미치 - 하마데라 역앞 | 스미요시 - 하마지 역앞 간은 한카이선. 종일 운행.                                                                                      |
| 덴노지 역앞 - 스미요시 공원 | 덴노지 역앞 - 스미요시 - 스미요시 공원              | 2016년 1월 31일 폐지. 2014년 2월 28일까지는 이른 아침·심야 이외에 운행, 2014년 3월 1일에서 2016년 1월 30일까지는 아침 7·8시대만 운행. |

## 정류장 목록
- 모든 정류장이 오사카부 오사카시에 위치한다.
- 스미요시 정류장에서부터 한카이선과 직결 운행하여, 덴노지역앞 - 스미요시 - 아비코미치·하마데라 역앞간을 운행한다.

| 역 번호 | 역명(한국어)     | 역명(일본어) | 역 간 거리 (km) | 영업 거리 (km) | 접속 노선·비고 | 부설종별 | 도로면         | 소재지     |
| ------- | ---------------- | ------------ | --------------- | -------------- | --- | -------- | -------------- | ---------- |
| HN01    | 덴노지 역앞      | 天王寺駅前   | -               | 0.0            | ■ JR 오사카 순환선 ■ JR 간사이 본선 (야마토지선) ■ JR 한와선 ■ 긴키 닛폰 철도 미나미오사카선 (오사카아베노바시역) ■ 오사카 메트로 미도스지선 ■ 오사카 메트로 다니마치선 (덴노지 역) | 병용궤도 | 아베노스지     | 아베노구   |
| HN02    | 아베노           | 阿倍野       | 0.5             | 0.5            | ■ 오사카 메트로 다니마치선 | 병용궤도 | 아베노스지     | 아베노구   |
| HN03    | 마쓰무시         | 松虫         | 0.7             | 1.2            | | 신설궤도 |                | 아베노구   |
| HN04    | 히가시텐가차야   | 東天下茶屋   | 0.4             | 1.6            | | 신설궤도 |                | 아베노구   |
| HN05    | 기타바타케       | 北畠         | 0.7             | 2.3            | | 병용궤도 | 구 구마노 가도 | 아베노구   |
| HN06    | 히메마쓰         | 姫松         | 0.4             | 2.7            | | 병용궤도 | 구 구마노 가도 | 아베노구   |
| HN07    | 데즈카야마 3초메 | 帝塚山三丁目 | 0.4             | 3.1            | | 병용궤도 | 구 구마노 가도 | 스미요시구 |
| HN08    | 데즈카야마 4초메 | 帝塚山四丁目 | 0.3             | 3.4            | | 신설궤도 |                | 스미요시구 |
| HN09    | 가미노키         | 神ノ木       | 0.4             | 3.8            | 난카이 전기철도 고야선 (스미요시히가시역) | 신설궤도 |                | 스미요시구 |
| HN10    | 스미요시         | 住吉         | 0.6             | 4.4            | 한카이 전기 궤도 한카이선 (에비스마치 방면) | 신설궤도 |                | 스미요시구 |